# Narcissus foliosus
Narcissus foliosus är en amaryllisväxtart som först beskrevs av René Charles Maire, och fick sitt nu gällande namn av Francisco Javier Fernández Casas. Narcissus foliosus ingår i släktet narcisser, och familjen amaryllisväxter.
Artens utbredningsområde är Marocko. Inga underarter finns listade i Catalogue of Life.